# Богунино
Богунино — деревня в Кимрском районе Тверской области.
Расположена на левом берегу Волги, между городами Дубна и Кимры. В 5 километрах частично по асфальтированной автодороге от районного центра — Кимр, и в 106 км от областного центра — Твери.
В 17 километрах город Дубна и автодорога А104 ведущая на Москву.

## Население
| 1901 | 1973 | 1984 | 2008 | 2010 |
| ---- | ---- | ---- | ---- | ---- |
| 465  | 74   | 140  | 63   | 51   |

В 2000-х годах деревня насчитывает около 100 дворов.

## Основные сведения
Действует молочная ферма, небольшой песчаный карьер.
Ближайшая железнодорожная станция — Савёлово в Кимрах.
В деревню подведены линия связи, электроэнергия,газ.
С запада к деревне примыкает дачный посёлок.
В километре к северо-востоку — сосновый бор.
На противоположном берегу Волги находится исторически связанная деревня Нутромо.